# Kato Rodini
Kato Rodini este un oraș în Grecia în prefectura Ahaia.